# Shevardeni STU Tbilissi
Ne doit pas être confondu avec Burevestnik Tbilissi.
Le Shevardeni STU Tbilissi est un club de handball géorgien basé à Tbilissi.

## Palmarès
Compétitions nationales
- Championnat de Géorgie (21) : 1991, 1992, 1993, 1994, 1995, 1996, 1997, 1998, 1999, 2000, 2001, 2002, 2003, 2004, 2005, 2006, 2007, 2008, 2012, 2013, 2014